# Rio Făgărăşel
O Rio Făgărăşel é um rio da Romênia, afluente do Olt, localizado no distrito de Braşov.